# 水位三
水位三也稱為巨蟹座8，是在黃道星座巨蟹座的一顆白色調的恆星。它的視星等為+5.14，這表明在適當的觀看條件下，肉眼可以看到這顆黯淡的恆星。根據其每年15.20mas的視差偏移，確定到這顆恒星的距離大約是215光年。+21公里/秒的徑向速度表明它正在遠離太陽。
這是一顆A型主序星，其恆星分類為A1V。這是一顆年輕的恒星，估計年齡只有1億4400萬年，並且具有173公里/秒的投影旋轉速度的高自旋率。水位三的質量是2.37倍的太陽質量，和從光球層以10,352K的有效溫度 輻射出36.6倍太陽光度。